# Adairville (Kentucky)
Adairville es una ciudad ubicada en el condado de Logan en el estado estadounidense de Kentucky. En el año 2010 tenía una población de 852 habitantes y una densidad poblacional de 250,59 personas por km².

## Geografía
Adairville se encuentra ubicada en las coordenadas 36°40′07″N 86°51′14″O / 36.66861, -86.85389.

## Demografía
Según la Oficina del Censo en 2000 los ingresos medios por hogar en la localidad eran de $27,266 y los ingresos medios por familia eran $40,139. Los hombres tenían unos ingresos medios de $26,618 frente a los $20,568 para las mujeres. La renta per cápita para la localidad era de $15,490. Alrededor del 13.9% de la población estaban por debajo del umbral de pobreza.